# Женская сборная Алжира по футболу
Женская сборная Алжира по футболу (араб. منتخب الجزائر لكرة القدم للسيدات‎) представляет Алжир в международных матчах по футболу. Управляется Алжирской федерацией футбола. На 29 марта 2019 года занимает 84 место в рейтинге FIFA.

## История
Первый официальный матч женская команда Алжира провела против сборной Франции 14 мая 1998 года.
Следующие официальные матчи состоялись в 2000 году в рамках отборочного турнира к Кубку Африки. По сумме двух матчей алжирские футболистки уступили команде Марокко (0:3, 1:3).
В 2003 году команда приняла участие в Африканских играх, заняв последнее место в группе.
В 2004 году сборная Алжира впервые квалифицировалась для участия в Кубке Африки. На групповой стадии турнира сборная одержала одну победу (3:0 над Мали).
В 2006 году сборная выиграла единственный состоявшийся чемпионат среди сборных арабских государств. В финальном матче со счётом 1:0 обыграна сборная Марокко, единственный мяч забила Лилия Бумрар. На Кубке Африки команда заняла четвёртое место в группе, набрав одно очко.
В 2010 году команда вновь приняла участие в чемпионате Африки, заняв четвёртое место в группе, потерпев поражения во всех трёх матчах.
На Африканских играх 2011 года команда добилась успеха, выиграв бронзовые медали.
В 2014 году на Кубке Африки сборная Алжира вновь остановилась на групповой стадии, набрав три очка и заняв четвёртое место в группе.

## Результаты на международных турнирах

### Чемпионаты мира
Сборная Алжира ни разу в своей истории не квалифицировалась для участия в финальном турнире чемпионата мира.

### Чемпионаты Африки
| Год   | Результат              | М  | В | Н* | П  | МЗ | МП |
| ----- | ---------------------- | -- | - | -- | -- | -- | -- |
| 1991  | Не участвовала         | -  | - | -  | -  | -  | -  |
| 1995  | Не участвовала         | -  | - | -  | -  | -  | -  |
| 1998  | Не участвовала         | -  | - | -  | -  | -  | -  |
| 2000  | Не прошла квалификацию | -  | - | -  | -  | -  | -  |
| 2002  | Не участвовала         | -  | - | -  | -  | -  | -  |
| 2004  | Групповой турнир       | 3  | 1 | 0  | 2  | 4  | 7  |
| 2006  | Групповой турнир       | 3  | 0 | 1  | 2  | 3  | 13 |
| 2008  | Не прошла квалификацию | -  | - | -  | -  | -  | -  |
| 2010  | Групповой турнир       | 3  | 0 | 0  | 3  | 2  | 5  |
| 2012  | Не участвовала         | -  | - | -  | -  | -  | -  |
| 2014  | Групповой турнир       | 3  | 1 | 0  | 2  | 2  | 7  |
| 2016  | Не прошла квалификацию | -  | - | -  | -  | -  | -  |
| 2018  | Групповой турнир       | 3  | 0 | 0  | 3  | 2  | 7  |
| 2020  | TBA                    | -  | - | -  | -  | -  | -  |
| Итого | 5/14                   | 15 | 2 | 1  | 12 | 13 | 39 |

*В ничьи включены матчи, завершившиеся послематчевыми пенальти.